# 蓮福寺 (埼玉県松伏町)
蓮福寺（れんぷくじ）は、埼玉県北葛飾郡松伏町にある日蓮宗の寺院。

## 歴史
1313年（正和2年）、日朗によって開山された。日朗は日蓮の高弟「六老僧」の一人である。
慶長年間（1596年 - 1615年）に火災に遭ったため、江戸時代以前の寺伝が失われている。
当寺には「鬼子母神」が安置されている。この像は日蓮作で、日朗が感得したものといわれている。戦前までは子育てのご利益に与りたいと多くの参拝者が訪れたという。

## 文化財
- 蓮福寺の絵馬（松伏町指定有形文化財 昭和50年6月1日指定）[2]

## 交通アクセス
- 路線バス岩平停留所より徒歩5分。